# Dorngrasmücke
Die Dorngrasmücke (Curruca communis, Syn.: Sylvia communis) ist ein Singvogel aus der Gattung der Curruca und in Europa weit verbreitet. Sie bevorzugt Lebensräume mit dornigen Büschen, in denen sie ihr Nest anlegt.

## Beschreibung
Die Dorngrasmücke ist 13 bis 15 Zentimeter lang und wiegt 12 bis 17 Gramm. Sie ist damit eine der größeren Grasmückenarten.
Die Oberseite ist graubraun, die Unterseite weißlich gefärbt. Die Flanken sind hellbraun. Die Federn der Flügel (Groß- und Deckgefieder) sind schwarz und haben breite rostbraune Säume. Der im Verhältnis zu anderen Grasmücken lange Schwanz ist graubraun, die Außenkanten der äußeren Schwanzfedern sind weiß.
Die Kehle ist weiß, die Beine sind gelbbraun.
Das Männchen hat einen grauen Kopf, einen breiten weißen Augenring und eine rosafarbene Brust. Die Iris ist rotocker. Das Weibchen hat einen braun getönten Kopf, eine hellbeige Brust und eine braune Iris. Jungvögel im ersten Winter ähneln den Weibchen.
Dorngrasmücken haben bei der Entdeckung und der wissenschaftlichen Anerkennung des Magnetsinns eine wichtige Rolle gespielt.

## Stimme
Der Gesang der Dorngrasmücke ist ein typisch grasmückenartiges „Geplapper“, schnelle, gequetschte Tonfolgen mit wenig melodiösen Themen. Als Merksatz für den Gesang gilt – „Mach ich doch! Hab ich doch gesagt!“ – schnell aufgesagt.
Der heisere, etwas nasale Ruf klingt wie „wähd wähd“ oder „woid woid“. Der Warnruf ist ein langgezogenes, raues „tschähr“, das dem der Provencegrasmücke ähnelt.

## Lebensraum und Verbreitung

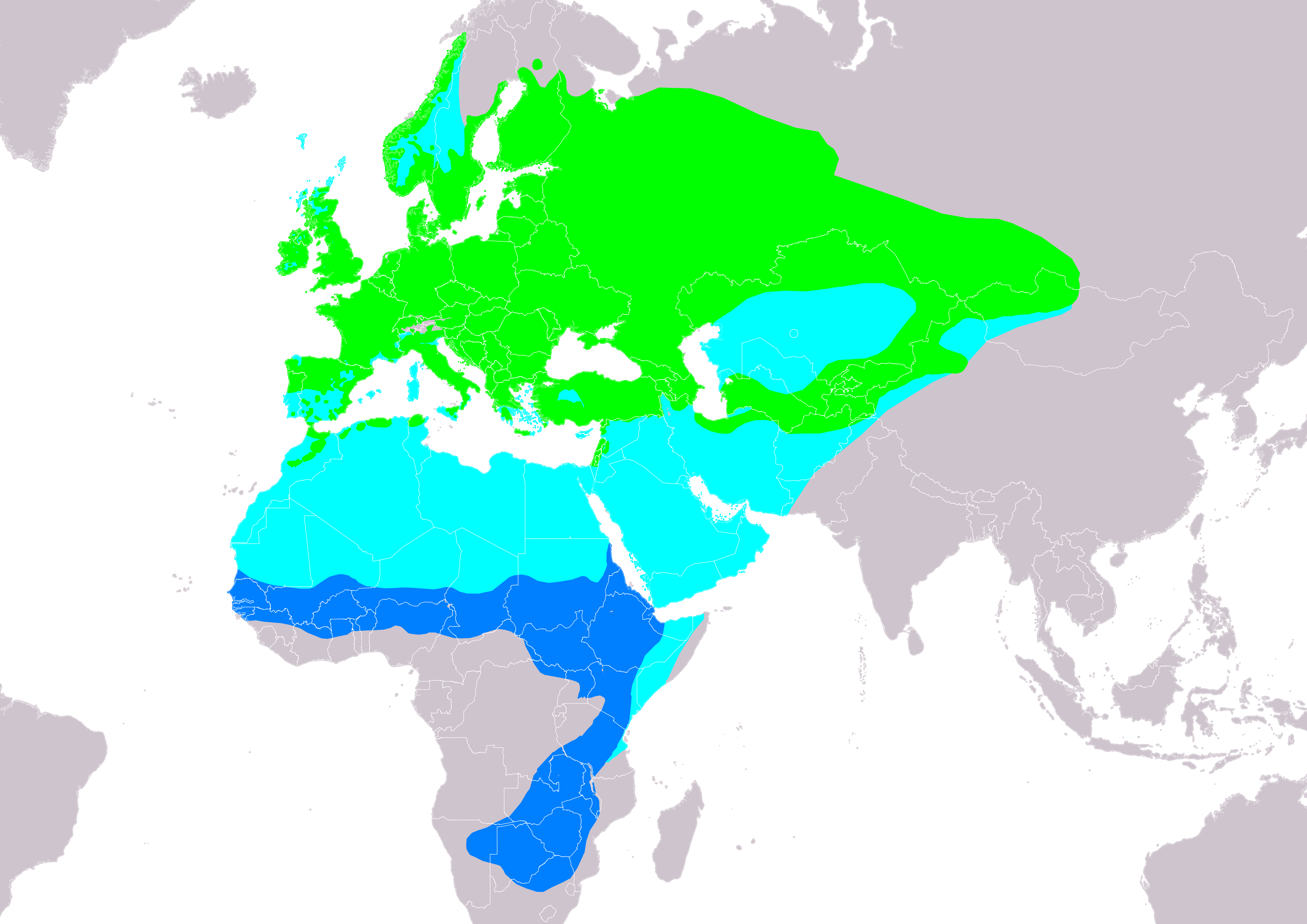
Verbreitung der Dorngrasmücke:
Brutgebiete
Migration
Überwinterungsgebiete

Die Dorngrasmücke lebt in offenen Landschaften mit dornigen Gebüschen und Sträuchern als Nistplatz, z. B. dornigen Feldhecken oder Feldrainen mit einzelnen Dornenbüschen, oder auf Bahndämmen und in alten Kiesgruben.
Die Dorngrasmücke ist ein Langstreckenzieher. Sie ist als Sommervogel von April bis September in nahezu ganz Europa mit Ausnahme von Nordskandinavien flächendeckend verbreitet. Das Winterquartier liegt im tropischen Afrika südlich der Sahara.

## Ernährung
Die Dorngrasmücke ernährt sich von Spinnen, Weichtieren, Beeren, Insekten und deren Larven.

## Fortpflanzung

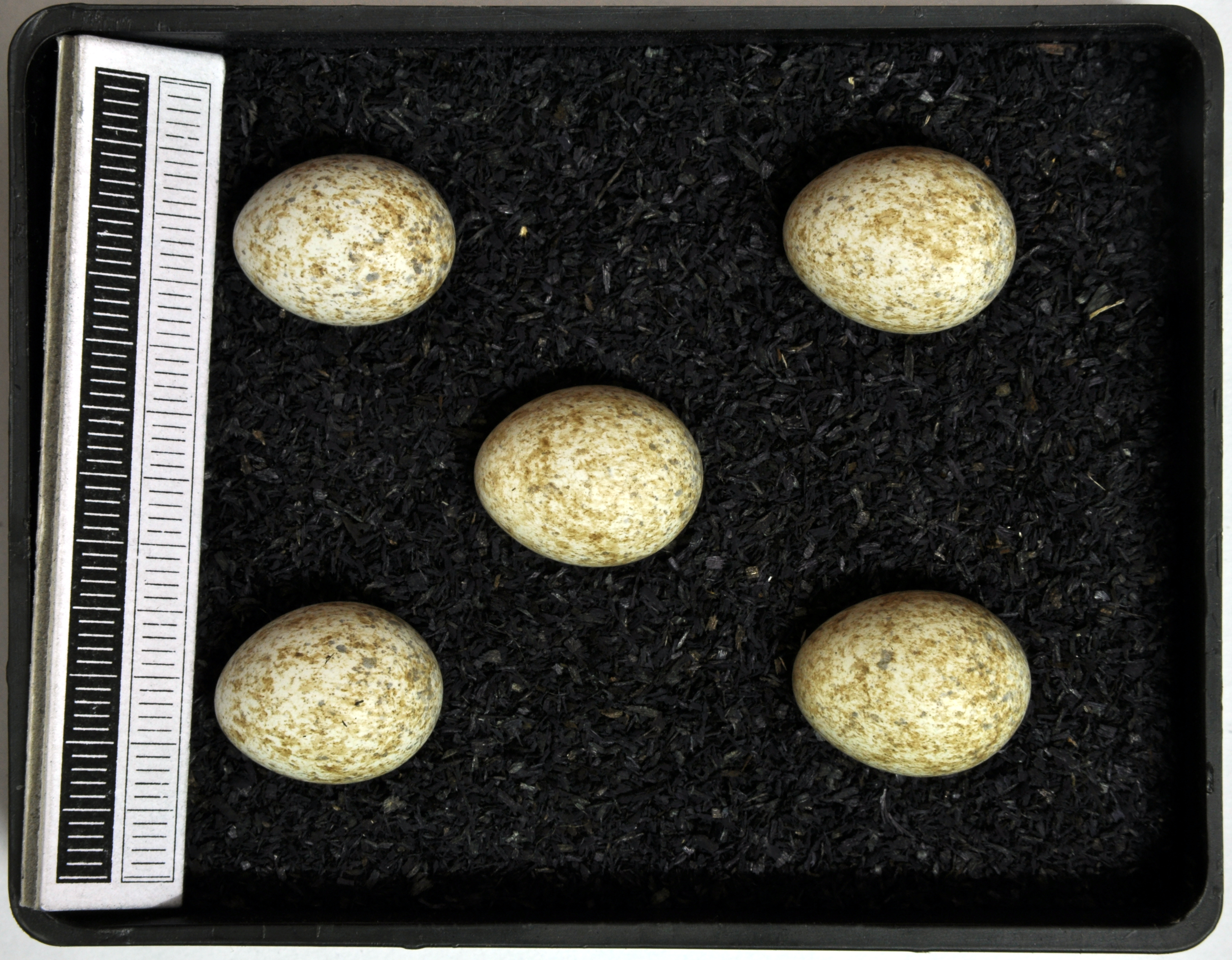
Gelege (Sammlung Museum Wiesbaden)

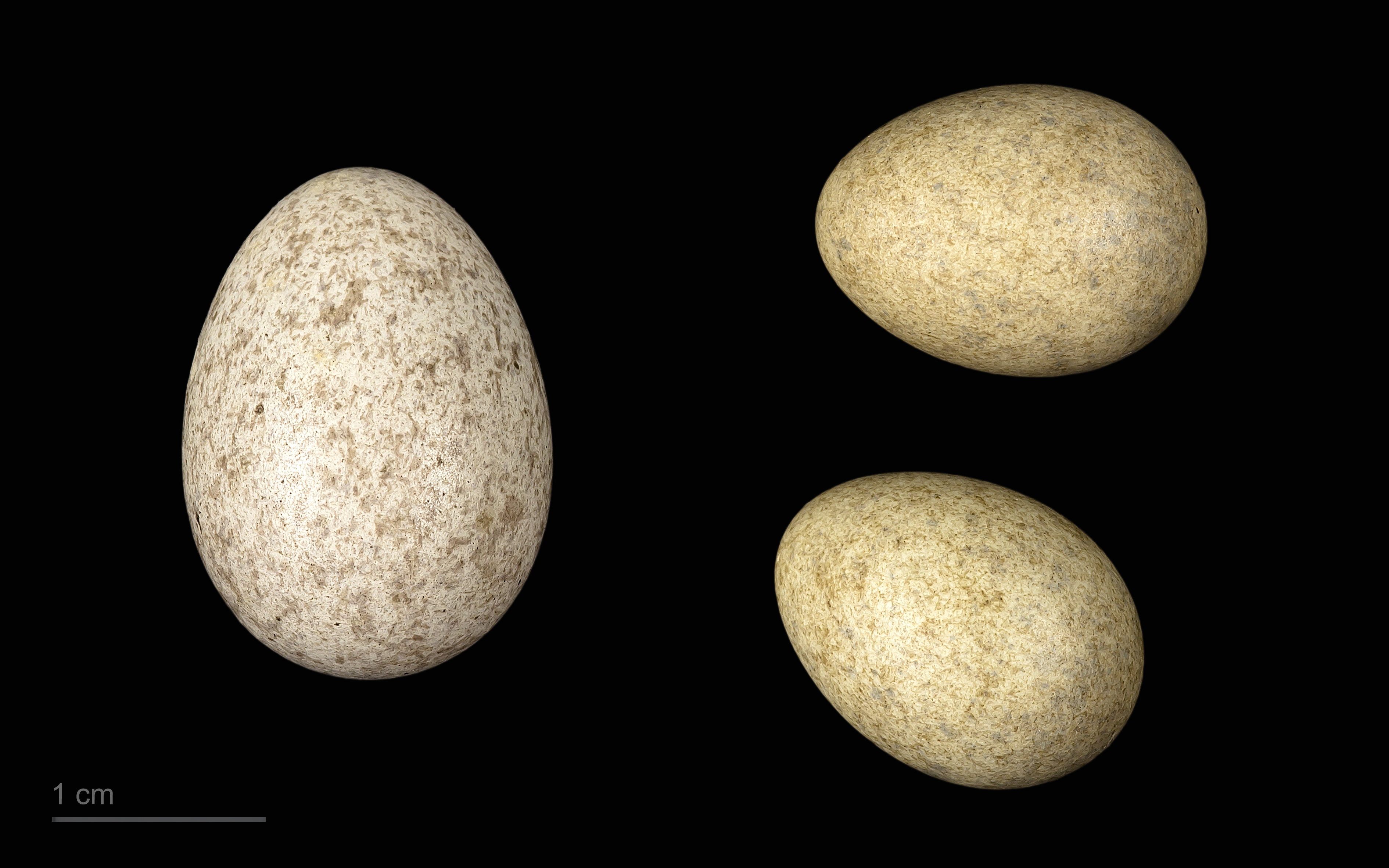
Links: Cuculus canorus canorus rechts: Curruca communis, Sammlung Museum von Toulouse

Die Geschlechtsreife tritt nach einem Jahr ein.
Das aus Gräsern, Wurzeln, Haaren und Halmen erbaute napfförmige Nest ist meistens kurz über dem Boden gut im dichten Gestrüpp versteckt. Das Weibchen legt 4 bis 5 Eier. Die Eier werden in der Hauptbrutzeit Mai bis Juli 11 bis 13 Tage abwechselnd von beiden Partnern bebrütet. Die Jungvögel schlüpfen nackt und bleiben 10 bis 12 Tage im Nest.

## Bestandsentwicklung und Gefährdung
Wie ihr wissenschaftlicher Artname communis nahelegt, war die Dorngrasmücke bis in die 2. Hälfte des 20. Jahrhunderts ein sehr häufiger Vogel. Im Frühjahr 1969 wurde jedoch ein massiver Einbruch der Anzahl der aus dem Winterquartier zurückkehrenden Dorngrasmücken registriert. Untersuchungen ergaben, dass die schweren Dürren in der Sahelzone südlich der Sahara, die im Winter 1968/1969 dieses Gebiet getroffen hatten, in direktem Zusammenhang mit dem Bestandseinbruch stand. Von diesem Rückgang haben sich die Bestände der Dorngrasmücke bis heute nicht vollständig erholt. Für diesen nachhaltigen Bestandsrückgang werden die Desertifikation im Überwinterungsgebiet, aber auch Lebensraumzerstörung im Brutgebiet verantwortlich gemacht. Trotzdem gehört die Dorngrasmücke auch heute noch zu den häufigeren Vögeln. Ihr Bestand in Europa wird auf 7–22 Millionen Tiere geschätzt.